# Sicherheitspolizei (República de Weimar)

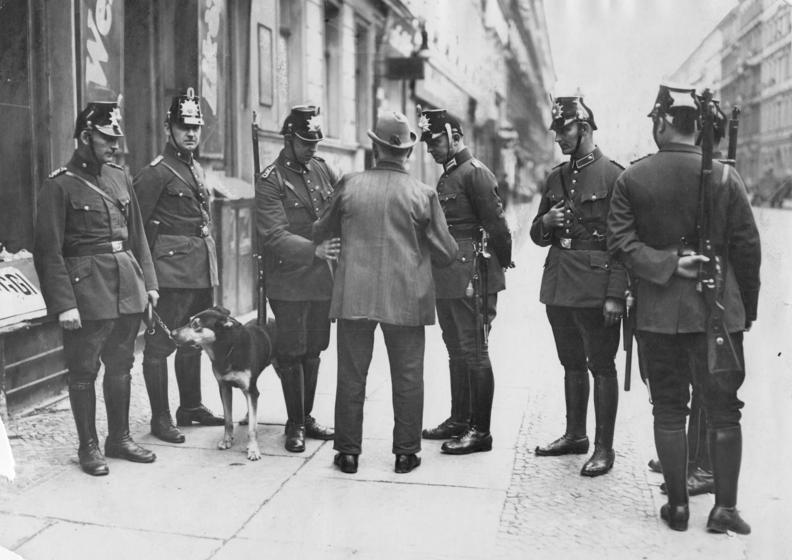
Policiais em Wedding procuram armas em um homem durante uma repressão em 1931.

A Sicherheitspolizei, ou polícia de segurança, foi um grupo militarizado da polícia alemã criado na maioria dos estados da República de Weimar no final de 1919 e em grande parte financiado pelo governo central. No seu papel anti-motim, pode ser visto como aproximadamente análogo ao Bereitschaftspolizei na atual República Federal.
Tendo em vista a situação política interna instável na República de Weimar, especialmente na capital do Reich, Berlim, Hauptmann Waldemar Pabst da Divisão Garde-Kavallerie-Schützen considerou necessário um grupo policial aquartelado e militarmente armado e treinado para controlar a violência política. Pretendia ser uma ferramenta mais útil na luta contra a insurreição do que as forças policiais existentes retiradas da monarquia. Após extensas greves gerais e violência nas ruas em março de 1919, Pabst enviou um conceito correspondente ao ministro do Reichswehr, Gustav Noske, durante a Revolução Alemã de 1918-19. Noske aprovou o plano e promoveu sua formação junto com Wolfgang Heine.  De acordo com os desejos de Noske, o grupo policial constituiu assim o núcleo do novo Reichswehr.  Em setembro de 1919, 2.500 policiais locais e municipais protestaram contra a construção do novo serviço de polícia nacional.  Ao contrário da polícia local, que geralmente usava uniforme azul, os Sipo eram chamados de "polícia verde" devido à cor do uniforme.

## Conversão e reorganização
Em resposta ao protesto do governo francês em 1920, as unidades da polícia de segurança de nível nacional foram dissolvidas ou enviadas para realizar o policiamento local. A França temia um rearmamento clandestino e via a nova força policial paramilitar como uma ameaça à sua segurança. A componente aerotransportada planeada de algumas polícias de segurança teve de ser abandonada e a sua utilização de artilharia e tanques foi proibida. A França exigiu a abolição do uniforme verde, que considerava uma roupa de camuflagem. Um uniforme azul foi introduzido na maioria das regiões. Apenas Baviera, Wurttemberg, Mecklenburg e Bremen mantiveram componentes uniformes de cor verde escura. As calças eram em sua maioria pretas ou preto-azuladas. Particularmente impressionante foi a versão saxônica com uma cor azul médio bastante claro. Porém, demorou alguns anos até que o uniforme fosse concluído, pois os uniformes já adquiridos tiveram que ser esgotados antes que novos pudessem ser requisitados. Os capacetes de aço foram geralmente abolidos e só foram relançados por volta de 1930. Os termos "Sipo" e "polícia verde" continuaram em uso popular até a reorganização nazista e a dissolução das forças policiais locais em 1935.

## Força, treinamento e equipamento

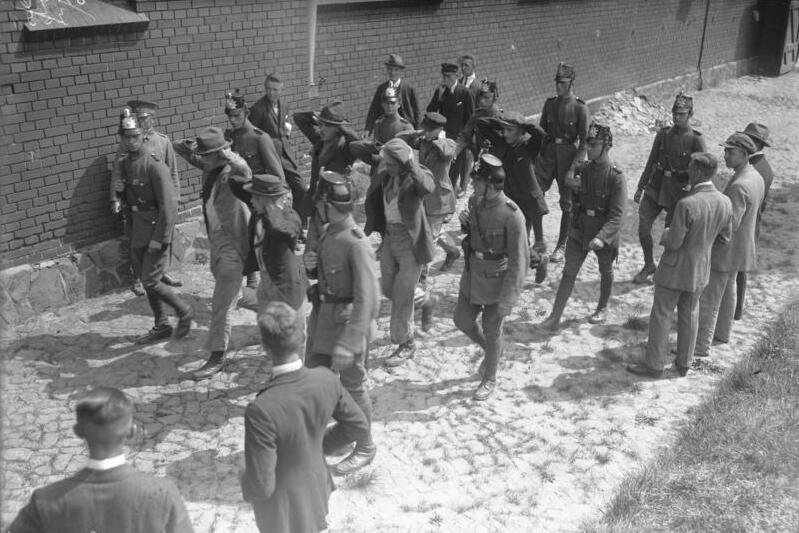
Cadetes da polícia de uma Academia em Brandenburg an der Havel praticam marchas de insurgentes.

A formação da polícia de segurança foi adaptada a uma força paramilitar. O período de serviço padrão, análogo ao do Reichswehr, era de 12 anos. A transferência para a polícia ou gendarmaria local não estava de forma alguma garantida, embora em geral estivesse prevista uma aquisição do serviço administrativo. Com a crise económica global de 1929, isto já não pôde ser concretizado, pois todos os países tiveram de poupar em custos de pessoal.
O equipamento e o armamento foram inteiramente concebidos para o combate contra insurgentes fortemente armados. Dependendo do tamanho do estado membro, a polícia de segurança tinha vários carros chamados especiais, principalmente os britânicos Daimler DZVR 21 ou os alemães Ehrhardt 21, que geralmente eram equipados com duas torres com uma metralhadora cada. Metralhadoras, carabinas e granadas também foram emitidas. Todo o treinamento, equipamento e armamento visavam uma utilização semelhante à guerra civil tanto nas grandes cidades como no campo.
A polícia de segurança foi mobilizada extensivamente, combatendo as greves e motins organizados do KPD, incluindo a Revolta do Ruhr após o Kapp-Putsch em abril de 1920, a Mitteldeutscher Aufstand ("Ação de Março") em março e abril de 1921, e a Hamburger Aufstand em outubro de 1923, iniciados em parte pelo KPD. Desde 1929 até à ascensão do Partido Nazista ao poder, a polícia esteve quase continuamente envolvida em operações de protecção ou dispersão de manifestações e eventos políticos.

## Evolução depois de 1933
O conceito nazista do papel da polícia originalmente exigia apenas uma força muito pequena. Tal como os comunistas, os nacional-socialistas viam uma espécie de tutela pretoriana dos principais partidos democráticos, especialmente o SPD na Prússia, que constituiu continuamente o governo ali de 1919 a 1932. Além disso, em 9 de Novembro de 1923, o golpe de Hitler foi derrotado em Munique pela intervenção da polícia estatal da Baviera. Já em 1933, a transformação da polícia local remanescente em polícia estadual nacional havia começado. De agosto de 1934 até o final de 1935, estes foram dissolvidos e seus membros transferidos para a Wehrmacht.

## Galeria
Sicherheitspolizei
- A polícia de choque combateu os grevistas durante a Ação de Março de 1921, em Eisleben.
- Regulamentando uma manifestação do KPD em Berlim, 1926.
- Um Ehrhardt 21 das forças policiais.
- Fornecendo um cordão de segurança no Reichstag em 1930.